# Pjotr Jefimowitsch Schtschetinkin

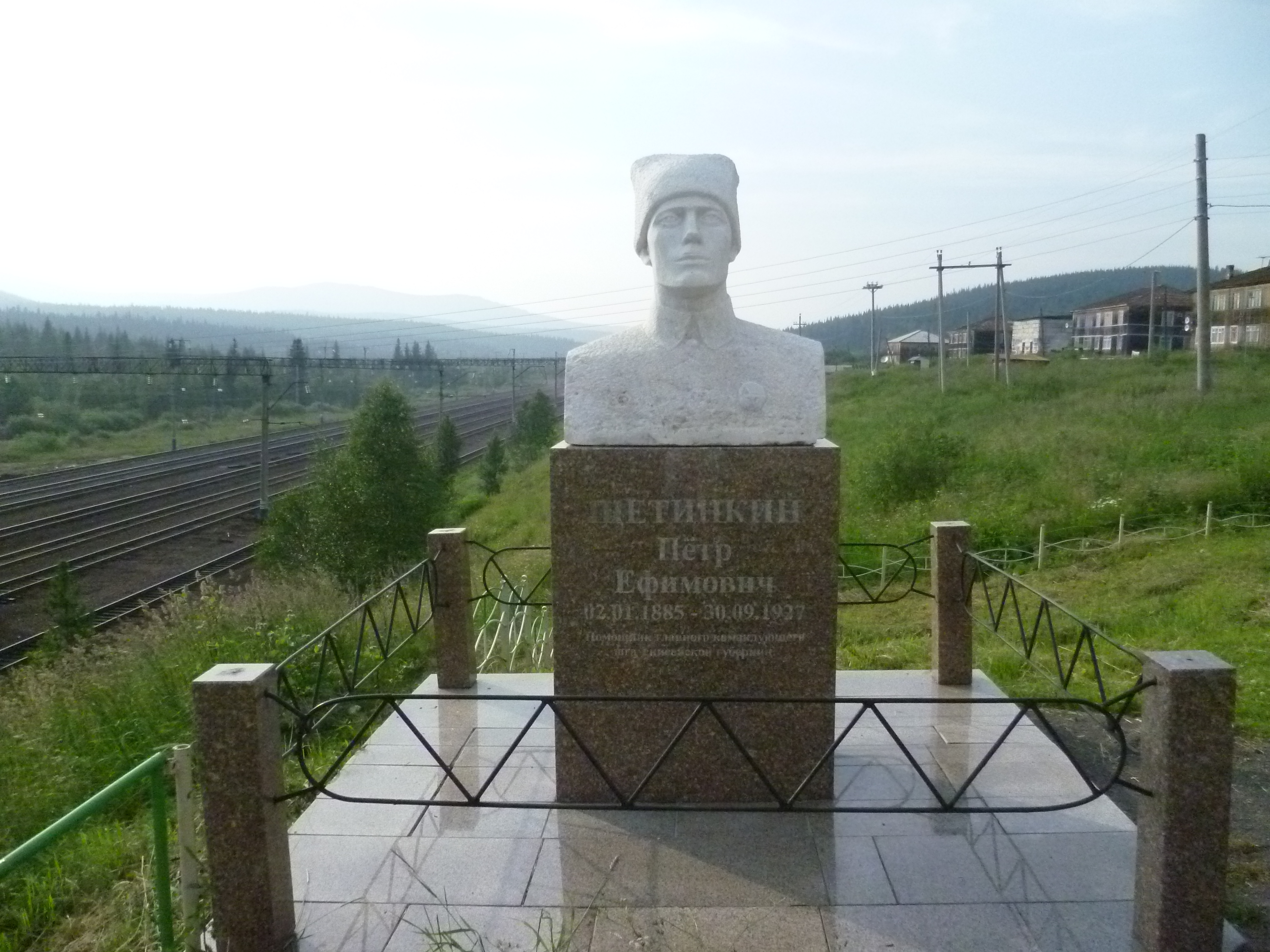
Denkmal für Pjotr Jefimowitsch Schtschetinkin

Pjotr Jefimowitsch Schtschetinkin (russisch Пётр Ефи́мович Щети́нкин; * 21. Dezember 1884jul. / 2. Januar 1885greg. in Tschubilowo, heute: Rajon Klepikowski, Oblast Rjasan, Russisches Kaiserreich; † 30. September 1927 in Ulaanbaatar) war ein russischer Offizier, der während des Russischen Bürgerkrieges zwischen 1918 und 1920 einer der Führer der Partisanenbewegung in Sibirien war.

## Leben

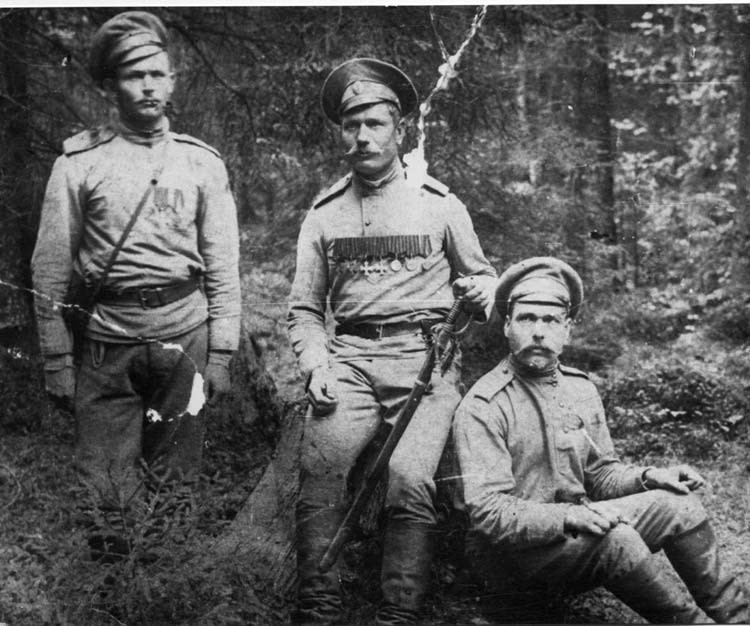
Schtschetinkin (Mitte) während des Ersten Weltkrieges (1915).

Pjotr Efimowitsch Schtschetinkin, der aus einer Bauernfamilie stammte, lebte in Sibirien und war als Tischler. Während des Ersten Weltkrieges diente er in der Kaiserlich Russischen Armee und wurde zum Fähnrich sowie zuletzt 1917 zum Stabskapitän befördert. Für seine militärischen Verdienste und seine Tapferkeit wurde er mit dem Sankt-Stanislaus-Orden, dem Orden der Heiligen Anna sowie vier Mal mit dem Orden des Heiligen Georg ausgezeichnet.
Nach der Oktoberrevolution von 1917 beteiligte er sich aktiv an der Errichtung der Sowjetmacht in Atschinsk und war dort Leiter der Kriminalpolizei und Leiter der Operationsabteilung des Atschinsker-Sowjets. Er trat 1918 als Mitglied der Kommunistischen Partei der Sowjetunion (KPdSU) bei und wurde Ende Mai 1918 war er Kommandeur einer Abteilung der Roten Garde im Kampf gegen die Tschechoslowakischen Legionen und Weißgardisten. 
Nach dem Fall von Atschinsk arbeitete Schtschetinkin in der Untergrundbewegung und leitete während des Russischen Bürgerkrieges die Schaffung von Partisanenabteilungen. Ende 1918 führte er eine vereinigte Partisanenabteilung an und besiegte eine Abteilung von Straftätern und trat Anfang 1919 der Partisanenabteilung von Alexander Diomidowitsch Krawtschenko im Gouvernement Jenisseisk bei, wo er Chef des Stabes der Partisanenarmee wurde. 1920 war er Mitglied des Außerordentlichen Revolutionstribunals, das ehemalige Offiziere der Weißen Armee von Alexander Wassiljewitsch Koltschak vor Gericht stellte. 1920 kämpfte er als Teil einer Abteilung freiwilliger Partisanen gegen die Truppen von General Pjotr Nikolajewitsch Wrangel. 
Pjotr Efimowitsch Schtschetinkin war Leiter einer Expeditionsabteilung der Roten Armee, die auf Ersuchen von Damdiny Süchbaatar und der Anweisung von Wladimir Iljitsch Lenin entsandt wurde, um der Mongolischen Revolutionären Volksarmee militärische Hilfe bei der Gründung der Mongolischen Volksrepublik zu leisten. In der Folgezeit beteiligte er sich am 15. September 1921 an der Liquidierung von General Roman von Ungern-Sternberg. Im Anschluss war er zwischen Oktober und Dezember 1921 Kommandeur der 35. Schützendivision und fungierte daraufhin von 1922 bis 1926 als Chef des Stabes der Geheimpolizei Vereinigte staatliche politische Verwaltung OGPU (Объединённое государственное политическое управление) in den Grenzbezirken in Sibirien. Zuletzt arbeitete er 1927 auf Einladung der Regierung der Mongolischen Volksrepublik als Ausbilder der Staatlichen Militärgarde. Er wurde für seine Verdienste zuletzt mit dem Rotbannerorden ausgezeichnet. Nach seinem Tode wurde er in Nowosibirsk bestattet.

## Veröffentlichung
- Борьба с колчаковщиной, (Der Kampf gegen den Koltschakismus), 1929

## Hintergrundliteratur
- F. N. Schetkin: П. Щетинкин, (Pjotr Efimowitsch Schtschetinkin), 1970
- P. W. Kaschutkin: Повесть о сибирском Чапаеве, (Die Geschichte des sibirischen Tschapajew), 1971